# Fed Cup - Coupe Billie Jean King
« Coupe du monde de tennis féminin » redirige ici.  Pour la coupe du monde de tennis masculin, voir Coupe Davis.
Pour les articles homonymes, voir FED Cup.
La Coupe Billie Jean King (en anglais Billie Jean King Cup ou BJK Cup), auparavant appelée Coupe de la Fédération (en anglais Federation Cup) jusqu'en 1994, puis Fed Cup jusqu'en septembre 2020, est un tournoi mondial de tennis féminin disputé par équipes nationales, considéré comme l'équivalent féminin de la Coupe Davis. Créée en 1963, elle est organisée par la Fédération internationale de tennis.

## Histoire
Déjà, en 1919, l'Américaine Hazel Hotchkiss Wightman, quadruple gagnante des Internationaux des États-Unis, présente un projet de compétition féminine par équipes et par nations. Sans succès. Tenace, elle fonde une compétition portant son nom mettant aux prises les États-Unis et la Grande-Bretagne. C'est ainsi qu’a été fondée la Wightman Cup.
En 1962, Mary Hardwick Hare, une Britannique résidant aux États-Unis, et Nell Hall Hopman, soumettent à leur tour le projet d'une épreuve par équipes féminines nationales à la Fédération internationale de tennis. Persuadée de l'intérêt d'un tel événement, l'instance internationale décide de créer la Coupe de la Fédération (Federation Cup) en 1963 pour célébrer le 50e anniversaire de la création de la FIT.
L'épreuve devient vite un succès populaire, les meilleures compétitrices de l'époque y prenant part, comme l'Américaine Billie Jean King et l'Australienne Margaret Court qui se sont affrontées en finale de la première édition sur le gazon du Queen's à Londres.
En 1995, la formule de la Coupe de la Fédération est modifiée et elle rebaptisée Fed Cup. L'intérêt de la compétition a toujours été croissant. En 2001, cent pays y participaient contre 84 en 1995.
En 2020, le format de la compétition évolue, mais l'édition est reportée à cause de la pandémie de Covid-19. La Fed Cup change aussi de nom et sera dorénavant baptisée Coupe Billie Jean King à partir de l'édition 2021. Cette nouvelle appellation se veut un hommage à l'ancienne championne américaine Billie Jean King, qui a aussi été une grande dirigeante du tennis, en étant notamment à l'initiative de la WTA, la fédération mondiale de tennis féminin, en 1973. 
L'idée était surtout de promouvoir l'égalité en plaçant au même rang la coupe masculine. « La Coupe Davis porte le nom d’un homme [celui de l’Américain Dwight Davis, ndlr], donc il est tout à fait normal que la Coupe du monde féminine de tennis porte celui d’une femme », a justifié Katrina Adams, vice-présidente de l'ITF.

## Format
Pour les modalités précises de chaque édition, se référer aux articles correspondants (section « Organisation »).
Jusqu'en 1994, les meilleures nations mondiales participant à la Coupe de la Fédération étaient regroupées en un même lieu, pour une durée d'environ une semaine.
À partir de 1995, ce groupe mondial est restreint à huit nations. Surtout, la compétition (devenue Fed Cup) se déroule désormais par élimination directe en trois tours, sur autant de week-ends pendant la saison. Comme pour la Coupe Davis, l'une des deux équipes reçoit à domicile. Ainsi, chaque rencontre consiste en cinq matchs joués sur deux jours : deux simples le 1er jour, suivis de deux simples et d'un double décisif le second jour. Les équipes engagées comptent quatre joueuses, lesquelles peuvent indifféremment s'aligner pour les simples et/ou le double.
Ces dernières années, l'épreuve a souvent changé de formule :
- En 2000, la Fed Cup s'est tenue en deux phases : l'une qualificative (trois poules), l'autre dite finale, regroupant les trois meilleures équipes des poules et le pays tenant du titre. Le groupe mondial comportait treize équipes.
- En 2001, deux tours préliminaires ont opposé les nations classées de la 5e à la 16e position mondiale dans des rencontres à élimination directe au meilleur des cinq matchs. Les équipes gagnantes ont ensuite rencontré les pays classés de la 1re à la 4e place dans une phase finale, selon la méthode des poules avec des rencontres au meilleur des trois matchs ; des deux poules (de quatre équipes) étaient issues les équipes finalistes.
- En 2002 et en 2003, les rencontres des deux premiers tours se sont déroulées sur un week-end (quatre simples, un double) dans le pays désigné. En revanche, les demi-finales et la finale ont été organisées sur un même lieu, en novembre.

Cette dernière formule a été conservée en 2004, mais elle a de nouveau changé à partir de 2005 pour un format Coupe Davis classique du premier tour à la finale.
En 2020, le format change drastiquement, avec une phase finale à 12 nations en une semaine et en un seul lieu (Budapest de 2020 à 2022). 16 nations s'affrontent en qualification en février pour obtenir leur place pour la phase finale, sur base d'une rencontre à domicile d'une des 2 nations, au meilleur des 5 matchs (4 simples et 1 double). 
Elles rejoignent les finalistes de l'édition précédente, la nation hôte et une nation invitée. La phase finale se joue en avril, en une phase de groupe réunissant au cours de cette période 4 groupes de 3 nations, suivie par une phase à élimination directe pour les 4 vainqueurs de groupe (demi-finales et finale). Tous les matchs de la phase finale se déroulent en deux matchs de simple et un match de double.

## Palmarès

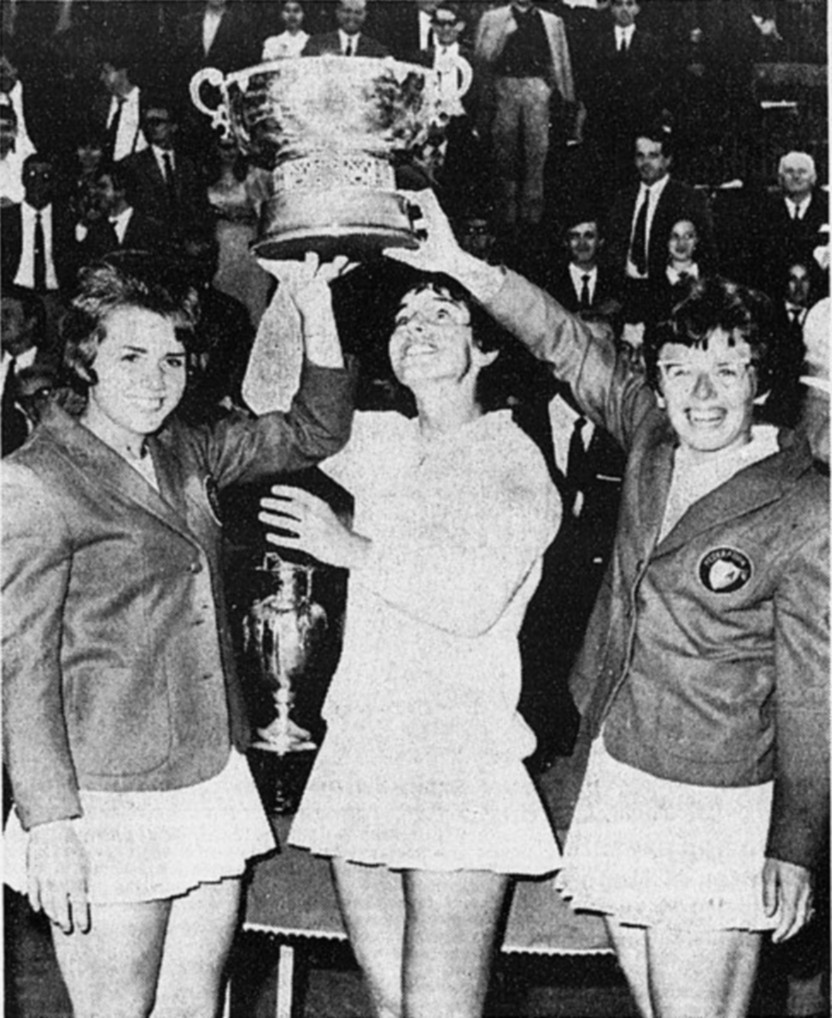
Victoire américaine en 1966.

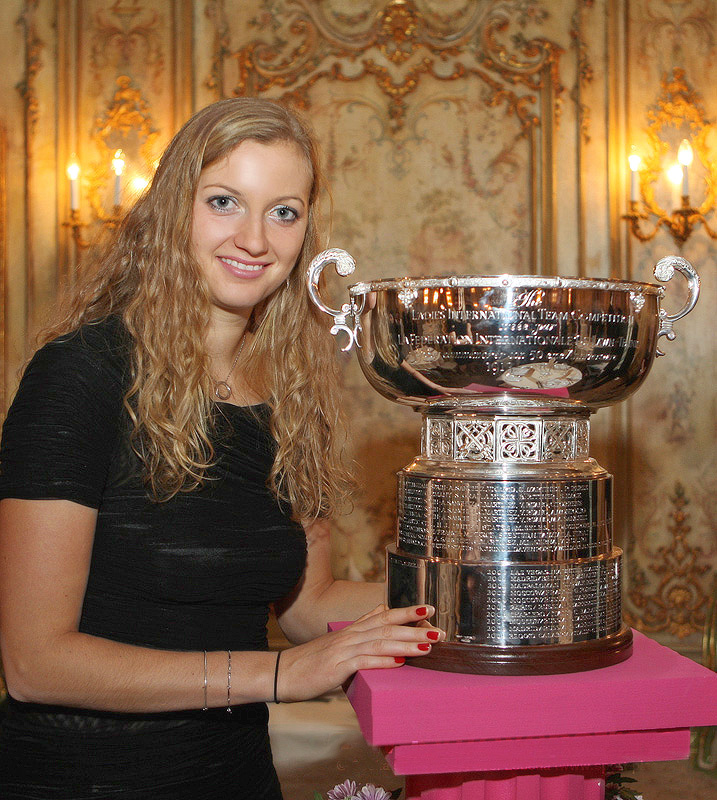
Petra Kvitová avec le trophée de la Fed Cup en 2011.

| #  | Date       | Lieu                                                     | Surface         | Vainqueur | Vainqueur                                                                                              | Finaliste | Finaliste                                                                                          | Score |         |
| -- | ---------- | -------------------------------------------------------- | --------------- | --------- | --- | --------- | -------------------------------------------------------------------------------------------------- | ----- | ------- |
| 1  | 17/06/1963 | Londres, The Queen's Club                                | Herbe (ext.)    |           | Darlene Hard Billie Jean Moffitt Carole Graebner                                                       |           | Margaret Smith Lesley Turner                                                                       | 2-1   | Tableau |
| 2  | 01/09/1964 | Philadelphie, Germantown Cricket Club                    | Herbe (ext.)    |           | Margaret Smith Lesley Turner Robyn Ebbern                                                              |           | Billie Jean Moffitt Nancy Richey Karen Susman                                                      | 2-1   | Tableau |
| 3  | 15/01/1965 | Melbourne, Kooyong Club                                  | Herbe (ext.)    |           | Lesley Turner Margaret Smith Judy Tegart                                                               |           | Carole Graebner Billie Jean Moffitt                                                                | 2-1   | Tableau |
| 4  | 10/05/1966 | Turin, Turin Press Sporting Club                         | Terre (ext.)    |           | Julie Heldman Billie Jean King Carole Graebner                                                         |           | Helga Masthoff Edda Buding Helga Schultze                                                          | 3-0   | Tableau |
| 5  | 06/06/1967 | Berlin, Blau-Weiss T.C.                                  | Terre (ext.)    |           | Rosie Casals Billie Jean King                                                                          |           | Virginia Wade Ann Haydon-Jones                                                                     | 2-0   | Tableau |
| 6  | 21/05/1968 | Paris, Roland-Garros                                     | Terre (ext.)    |           | Kerry Melville Margaret Smith Court                                                                    |           | Marijke Jansen Astrid Suurbeek Lidy Venneboer                                                      | 3-0   | Tableau |
| 7  | 19/05/1969 | Athènes, Athens T.C.                                     | Terre (ext.)    |           | Julie Heldman Nancy Richey Peaches Bartkowicz                                                          |           | Margaret Smith Court Kerry Melville Judy Tegart                                                    | 2-1   | Tableau |
| 8  | 19/05/1970 | Fribourg-en-Brisgau, Freiburg T.C.                       | Terre (ext.)    |           | Karen Krantzcke Judy Tegart-Dalton                                                                     |           | Helga Schultze Helga Masthoff                                                                      | 3-0   | Tableau |
| 9  | 26/12/1970 | Perth, Royal King's Park T.C.                            | Herbe (ext.)    |           | Evonne Goolagong Margaret Smith Court Lesley Hunt                                                      |           | Virginia Wade Ann Haydon-Jones Winnie Shaw                                                         | 3-0   | Tableau |
| 10 | 20/03/1972 | Johannesburg, Ellis Park                                 | Dur (ext.)      |           | Pat Pretorius Brenda Kirk Greta Delport                                                                |           | Virginia Wade Winnie Shaw Joyce Barclay                                                            | 2-1   | Tableau |
| 11 | 30/04/1973 | Bad Homburg, Bad Homburg T.C                             | Terre (ext.)    |           | Evonne Goolagong Patricia Coleman Janet Young                                                          |           | Pat Pretorius Brenda Kirk                                                                          | 3-0   | Tableau |
| 12 | 13/05/1974 | Naples, Naples T.C.                                      | Terre (ext.)    |           | Evonne Goolagong Dianne Fromholtz Janet Young                                                          |           | Julie Heldman Jeanne Evert Sharon Walsh                                                            | 2-1   | Tableau |
| 13 | 05/05/1975 | Aix-en-Provence, Aixoise C.C.                            | Terre (ext.)    |           | Renáta Tomanová Martina Navrátilová Miroslava Bendlová                                                 |           | Helen Gourlay Evonne Goolagong Dianne Fromholtz                                                    | 3-0   | Tableau |
| 14 | 22/08/1976 | Philadelphie, Spectrum Stadium                           | Moquette (int.) |           | Rosie Casals Billie Jean King                                                                          |           | Kerry Reid Evonne Goolagong                                                                        | 2-1   | Tableau |
| 15 | 13/06/1977 | Eastbourne, Devonshire Park                              | Herbe (ext.)    |           | Billie Jean King Chris Evert Rosie Casals                                                              |           | Dianne Fromholtz Kerry Reid Wendy Turnbull                                                         | 2-1   | Tableau |
| 16 | 27/11/1978 | Melbourne, Kooyong Club                                  |                 |           | Tracy Austin Chris Evert Billie Jean King Rosie Casals                                                 |           | Kerry Reid Wendy Turnbull                                                                          | 2-1   | Tableau |
| 17 | 30/04/1979 | Madrid, RSHE Club Campo                                  | Terre (ext.)    |           | Tracy Austin Chris Evert Rosie Casals Billie Jean King                                                 |           | Kerry Reid Dianne Fromholtz Wendy Turnbull                                                         | 3-0   | Tableau |
| 18 | 19/05/1980 | Berlin, Rot-Weiss T.C.                                   | Terre (ext.)    |           | Chris Evert Tracy Austin Rosie Casals Kathy Jordan                                                     |           | Dianne Fromholtz Wendy Turnbull Susan Leo                                                          | 3-0   | Tableau |
| 19 | 09/11/1981 | Tokyo, Tamagawa-en Racquet Club                          | Terre (ext.)    |           | Andrea Jaeger Chris Evert Rosie Casals Kathy Jordan                                                    |           | Virginia Wade Sue Barker Jo Durie                                                                  | 3-0   | Tableau |
| 20 | 19/07/1982 | Santa Clara, Decathlon Club                              | Dur (ext.)      |           | Chris Evert Martina Navrátilová Andrea Leand                                                           |           | Claudia Kohde-Kilsch Bettina Bunge                                                                 | 3-0   | Tableau |
| 21 | 17/07/1983 | Zurich, Albisguetli T.C.                                 | Terre (ext.)    |           | Helena Suková Hana Mandlíková Iva Budařová Marcela Skuherská                                           |           | Claudia Kohde-Kilsch Bettina Bunge Eva Pfaff                                                       | 2-1   | Tableau |
| 22 | 15/07/1984 | São Paulo, Pinheiros Sports Club                         | Terre (ext.)    |           | Helena Suková Hana Mandlíková Iva Budařová Marcela Skuherská                                           |           | Anne Minter Elizabeth Sayers Wendy Turnbull                                                        | 2-1   | Tableau |
| 23 | 06/10/1985 | Nagoya, Nagoya Green T.C.                                | Dur (ext.)      |           | Helena Suková Hana Mandlíková Andrea Holíková Regina Maršíková                                         |           | Elise Burgin Kathy Jordan Sharon Walsh                                                             | 2-1   | Tableau |
| 24 | 20/07/1986 | Prague, Stvanice Stadium                                 | Terre (ext.)    |           | Chris Evert Martina Navrátilová Pam Shriver Zina Garrison                                              |           | Helena Suková Hana Mandlíková                                                                      | 3-0   | Tableau |
| 25 | 26/07/1987 | Vancouver, Hollyburn C.C.                                |                 |           | Claudia Kohde-Kilsch Steffi Graf Silke Meier                                                           |           | Pam Shriver Chris Evert                                                                            | 2-1   | Tableau |
| 26 | 04/12/1988 | Melbourne, Flinders Park                                 |                 |           | Radka Zrubáková Helena Suková Jana Pospíšilová Jana Novotná                                            |           | Larisa Savchenko Natasha Zvereva                                                                   | 2-1   | Tableau |
| 27 | 01/10/1989 | Tokyo, Ariake Forest Park Centre                         | Dur (ext.)      |           | Chris Evert Martina Navrátilová Zina Garrison Pam Shriver                                              |           | Conchita Martínez Arantxa Sánchez                                                                  | 3-0   | Tableau |
| 28 | 21/07/1990 | Atlanta, Peachtree W.O.T.                                | Dur (ext.)      |           | Jennifer Capriati Zina Garrison Gigi Fernández Patty Fendick                                           |           | Leila Meskhi Natasha Zvereva Larisa Neiland Elena Bryukhovets                                      | 2-1   | Tableau |
| 29 | 18/07/1991 | Nottingham, City of Nottingham Tennis Centre             |                 |           | Conchita Martínez Arantxa Sánchez Pilar Pérez                                                          |           | Jennifer Capriati Mary Joe Fernández Gigi Fernández Zina Garrison                                  | 2-1   | Tableau |
| 30 | 13/07/1992 | Francfort, Waldstadion T.C.                              | Terre (ext.)    |           | Anke Huber Steffi Graf Barbara Rittner Sabine Hack                                                     |           | Conchita Martínez Arantxa Sánchez                                                                  | 2-1   | Tableau |
| 31 | 19/07/1993 | Francfort, Waldstadion T.C.                              | Terre (ext.)    |           | Conchita Martínez Arantxa Sánchez                                                                      |           | Michelle Jaggard Nicole Provis Elizabeth Smylie Rennae Stubbs                                      | 3-0   | Tableau |
| 32 | 18/07/1994 | Francfort, Waldstadion T.C.                              | Terre (ext.)    |           | Conchita Martínez Arantxa Sánchez Angeles Montolio Virginia Ruano                                      |           | Mary Joe Fernández Lindsay Davenport Gigi Fernández                                                | 3-0   | Tableau |
| 33 | 25/11/1995 | Valence, Valencia T.C.                                   | Terre (ext.)    |           | Conchita Martínez Arantxa Sánchez Virginia Ruano M. A. Sánchez                                         |           | Chanda Rubin Mary Joe Fernández Lindsay Davenport Gigi Fernández                                   | 3-2   | Tableau |
| 34 | 28/09/1996 | Atlantic City, Convention Centre                         | Moquette (int.) |           | Monica Seles Lindsay Davenport Mary Joe Fernández Linda Wild                                           |           | Conchita Martínez Arantxa Sánchez Gala León García Virginia Ruano                                  | 5-0   | Tableau |
| 35 | 04/10/1997 | Bois-le-Duc, Brabant Hall                                | Moquette (int.) |           | Sandrine Testud Mary Pierce Alexandra Fusai Nathalie Tauziat Anne-Gaëlle Sidot                         |           | Brenda Schultz Miriam Oremans Manon Bollegraf Caroline Vis                                         | 4-1   | Tableau |
| 36 | 19/09/1998 | Genève, Palexpo Hall                                     | Dur (int.)      |           | Arantxa Sánchez Conchita Martínez Virginia Ruano Magüi Serna                                           |           | Patty Schnyder Martina Hingis                                                                      | 3-2   | Tableau |
| 37 | 18/09/1999 | Stanford, Taube Tennis Stadium                           | Dur (ext.)      |           | Venus Williams Lindsay Davenport Serena Williams Monica Seles                                          |           | Elena Likhovtseva Elena Dementieva Elena Makarova                                                  | 4-1   | Tableau |
| 38 | 24/11/2000 | Las Vegas, Mandalay Bay Resort                           | Moquette (int.) |           | Monica Seles Lindsay Davenport Jennifer Capriati Lisa Raymond                                          |           | Conchita Martínez Arantxa Sánchez Virginia Ruano Magüi Serna                                       | 5-0   | Tableau |
| 39 | 07/11/2001 | Madrid, Parque Ferial Juan Carlos 1                      | Terre (int.)    |           | Justine Henin Kim Clijsters Els Callens Laurence Courtois                                              |           | Nadia Petrova Elena Dementieva Elena Likhovtseva Elena Bovina                                      | 2-1   | Tableau |
| 40 | 02/11/2002 | Grande Canarie, Palacio de Congresos de Maspalomas       | Dur (int.)      |           | Janette Husárová Daniela Hantuchová Henrieta Nagyová Martina Suchá                                     |           | Conchita Martínez Magüi Serna Arantxa Sánchez Virginia Ruano                                       | 3-1   | Tableau |
| 41 | 22/11/2003 | Moscou, Olympic Stadium                                  | Moquette (int.) |           | Amélie Mauresmo Mary Pierce Émilie Loit Stéphanie Cohen Nathalie Dechy Virginie Razzano                |           | Lisa Raymond Meghann Shaughnessy Alexandra Stevenson Martina Navrátilová                           | 4-1   | Tableau |
| 42 | 27/11/2004 | Moscou, Ice Stadium Krylatskoe                           | Moquette (int.) |           | Svetlana Kuznetsova Anastasia Myskina Vera Zvonareva Elena Likhovtseva                                 |           | Nathalie Dechy Tatiana Golovin Marion Bartoli Émilie Loit                                          | 3-2   | Tableau |
| 43 | 17/09/2005 | Paris, Roland- Garros                                    | Terre (ext.)    |           | Elena Dementieva Anastasia Myskina Dinara Safina Vera Dushevina                                        |           | Mary Pierce Amélie Mauresmo Nathalie Dechy Tatiana Golovin                                         | 3-2   | Tableau |
| 44 | 16/09/2006 | Charleroi, Spiroudome                                    | Dur (int.)      |           | Francesca Schiavone Flavia Pennetta Mara Santangelo Roberta Vinci                                      |           | Kirsten Flipkens Justine Henin Caroline Maes Leslie Butkiewicz                                     | 3-2   | Tableau |
| 45 | 15/09/2007 | Moscou, Small Sports Arena "Luzhniki"                    | Dur (int.)      |           | Anna Chakvetadze Svetlana Kuznetsova Elena Vesnina Nadia Petrova                                       |           | Francesca Schiavone Mara Santangelo Roberta Vinci Flavia Pennetta                                  | 4-0   | Tableau |
| 46 | 13/09/2008 | Madrid, Club de Campo - Villa de Madrid                  | Terre (ext.)    |           | Vera Zvonareva Svetlana Kuznetsova Ekaterina Makarova Elena Vesnina                                    |           | Anabel Medina Carla Suárez Navarro Nuria Llagostera Virginia Ruano                                 | 4-0   | Tableau |
| 47 | 07/11/2009 | Reggio de Calabre, Circolo del Tennis "Rocco Polimeni"   | Terre (ext.)    |           | Flavia Pennetta Francesca Schiavone Sara Errani Roberta Vinci                                          |           | Alexa Glatch Melanie Oudin Liezel Huber Vania King                                                 | 4-0   | Tableau |
| 48 | 06/11/2010 | San Diego, San Diego Sports Arena                        | Dur (int.)      |           | Francesca Schiavone Flavia Pennetta Sara Errani Roberta Vinci                                          |           | Coco Vandeweghe Bethanie Mattek Melanie Oudin Liezel Huber                                         | 3-1   | Tableau |
| 49 | 05/11/2011 | Moscou, Olympic Stadium                                  | Dur (int.)      |           | Petra Kvitová Lucie Šafářová Lucie Hradecká Květa Peschke                                              |           | Maria Kirilenko Svetlana Kuznetsova A. Pavlyuchenkova Elena Vesnina                                | 3-2   | Tableau |
| 50 | 03/11/2012 | Prague, O2 Arena                                         | Dur (int.)      |           | Lucie Šafářová Petra Kvitová Andrea Hlaváčková Lucie Hradecká                                          |           | Ana Ivanović Jelena Janković Bojana Jovanovski Aleksandra Krunić                                   | 3-1   | Tableau |
| 51 | 02/11/2013 | Cagliari, Tennis Club Cagliari                           | Terre (ext.)    |           | Roberta Vinci Sara Errani Karin Knapp Flavia Pennetta                                                  |           | Alexandra Panova Irina Khromacheva Alisa Kleybanova Margarita Gasparyan                            | 4-0   | Tableau |
| 52 | 08/11/2014 | Prague, O2 Arena                                         | Dur (int.)      |           | Petra Kvitová Lucie Šafářová Andrea Hlaváčková Lucie Hradecká                                          |           | Andrea Petkovic Angelique Kerber Julia Görges Sabine Lisicki                                       | 3-1   | Tableau |
| 53 | 14/11/2015 | Prague, O2 Arena                                         | Dur (int.)      |           | Petra Kvitová Karolína Plíšková Barbora Strýcová Lucie Šafářová                                        |           | A. Pavlyuchenkova Maria Sharapova Elena Vesnina Ekaterina Makarova                                 | 3-2   | Tableau |
| 54 | 12/11/2016 | Strasbourg, Rhénus Sport                                 | Dur (int.)      |           | Petra Kvitová Karolína Plíšková Barbora Strýcová Lucie Hradecká                                        |           | Caroline Garcia Kristina Mladenovic Alizé Cornet Pauline Parmentier                                | 3-2   | Tableau |
| 55 | 11/11/2017 | Minsk, Tchyjowka-Arena                                   | Dur (int.)      |           | Shelby Rogers Sloane Stephens Coco Vandeweghe Alison Riske                                             |           | Aryna Sabalenka Aliaksandra Sasnovich Vera Lapko Lidziya Marozava                                  | 3-2   | Tableau |
| 56 | 10/11/2018 | Prague, O2 Arena                                         | Dur (int.)      |           | Barbora Strýcová Kateřina Siniaková Barbora Krejčíková Petra Kvitová                                   |           | Sofia Kenin Alison Riske Danielle Collins Nicole Melichar                                          | 3-0   | Tableau |
| 57 | 09/11/2019 | Perth, RAC Arena                                         | Dur (int.)      |           | Kristina Mladenovic Caroline Garcia Pauline Parmentier Alizé Cornet Fiona Ferro                        |           | Ashleigh Barty Ajla Tomljanović Samantha Stosur Astra Sharma Priscilla Hon                         | 3-2   | Tableau |
| 58 | 06/11/2021 | Prague, O2 Arena                                         | Dur (int.)      |           | Daria Kasatkina Liudmila Samsonova Ekaterina Alexandrova Anastasia Pavlyuchenkova Veronika Kudermetova |           | Jil Teichmann Belinda Bencic Viktorija Golubic Stefanie Vögele                                     | 2-0   | Tableau |
| 59 | 13/11/2022 | Glasgow, Emirates Arena                                  | Dur (int.)      |           | Jil Teichmann Belinda Bencic Viktorija Golubic Simona Waltert                                          |           | Storm Sanders Ajla Tomljanović Priscilla Hon Ellen Perez Samantha Stosur                           | 2-0   | Tableau |
| 60 | 12/11/2023 | Séville, Estadio la cartuja (Stade Olympique de Séville) | Dur (int.)      |           | Marina Stakusic Leylah Fernandez Gabriela Dabrowski Rebecca Marino Eugenie Bouchard                    |           | Jasmine Paolini Martina Trevisan Lucia Bronzetti Elisabetta Cocciaretto Camila Giorgi              | 2-0   | Tableau |
| 61 | 20/11/2024 | Malaga, Martin Carpena Arena                             | Dur (int.)      |           | Jasmine Paolini Lucia Bronzetti Sara Errani Elisabetta Cocciaretto Martina Trevisan                    |           | Viktória Hrunčáková Rebecca Šramková Tereza Mihalíková Anna Karolína Schmiedlová Renáta Jamrichová | 2-0   | Tableau |

## Classement par pays
| Rang | Pays                               | Victoires | Finales perdues |
| ---- | ---------------------------------- | --------- | --------------- |
| 1    | États-Unis                         | 18        | 12              |
| 2    | Tchécoslovaquie République tchèque | 11        | 1               |
| 3    | Australie                          | 7         | 12              |
| 4    | Espagne                            | 5         | 6               |
| -    | URSS Russie                        | 5         | 6               |
| 6    | Italie                             | 5         | 2               |
| 7    | France                             | 3         | 3               |
| 8    | Allemagne de l'Ouest Allemagne     | 2         | 5               |
| 9    | Afrique du Sud                     | 1         | 1               |
| -    | Belgique                           | 1         | 1               |
| -    | Slovaquie                          | 1         | 1               |
| 12   | Canada                             | 1         | 0               |
| 13   | Suisse                             | 1         | 2               |
| 14   | Grande-Bretagne                    | 0         | 4               |
| 15   | Pays-Bas                           | 0         | 2               |
| 16   | Biélorussie                        | 0         | 1               |
| -    | Serbie                             | 0         | 1               |